# جاكوبات
الجاكوبات (الاسم العلمي: Jakobidae) هي فصيلة من اللجفاوات تتبع رتبة الجاكوبيات من طائفة الجاكوبانية.

## التصنيف
- الجاكوبة